# Løgumkloster
Løgumkloster (in tedesco Lügumkloster) è un centro abitato della Danimarca situato nella regione della Danimarca meridionale. 
Fino al 1º gennaio 2007, quando il comune è stato abrogato, la cittadina era capoluogo del comune omonimo situato nella contea dello Jutland Meridionale.

## Storia
Il nome della città deriva dalle radici Løghar, come il luogo era originariamente conosciuto, che significa approssimativamente "zona umida" o "zona paludosa", e kloster, che significa "monastero". Il sito è stato sede del monastero cistercense di Løgum dalla fine del XII al XVI secolo, che apparteneva all'allora diocesi cattolica di Ribe.
Con la secolarizzazione delle terre del monastero, Løgumkloster divenne una sede amministrativa provinciale. Nel 1614 il duca Giovanni Adolfo di Holstein-Gottorp vi costruì un palazzo.
Nel XIX secolo la città fu un centro per il commercio dei merletti e, successivamente, per il commercio dei cavalli. Tra il 1867 e il 1920 Løgumkloster fu una città tedesca. Nei plebisciti dello Schleswig, una stretta maggioranza della popolazione votò per il ritorno alla sovranità danese.
Løgumkloster è stata sede di un proprio comune dal 1970 al 2007. In quest'ultimo anno è stato integrato insieme a 5 comuni nella nuova municipalità di Tønder.
Løgumkloster è una città agricola e ospita diverse associazioni agricole e aziende agricole.